# Pirata

Símbolo popular dos piratas: o Jolly Roger.

Um pirata (do grego πειρατής, peiratés, derivado de πειράω, "tentar, assaltar", pelo latim e italiano pirata) é um marginal que, de forma autônoma ou organizado em grupos, cruza os mares só com o fito de promover saques e pilhagem a navios e a cidades para obter riquezas e poder. O estereótipo mais conhecido do pirata se refere aos Piratas do Caribe  cuja época áurea, conhecida como Época Dourada da Pirataria, ocorreu principalmente entre os séculos XVI e XVIII.

## História da pirataria

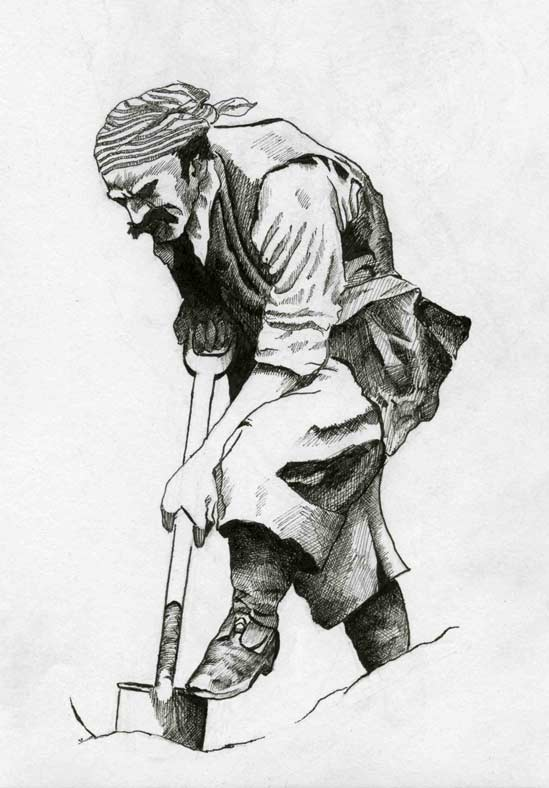
Representação de um pirata cavando à procura de um tesouro

O primeiro a usar o termo pirata para descrever aqueles que pilhavam os navios e cidades costeiras foi Homero, na Grécia antiga, na sua Odisseia. Os piratas são aqueles que pilham no mar por conta própria, embora hoje em dia este termo já seja aplicado a qualquer pessoa que viola alguma coisa (como por exemplo os piratas do ar ou os piratas informáticos).
Eles navegavam nas rotas comerciais com o objetivo de apoderarem-se das riquezas alheias, que pertencessem a mercadores, navios do estado ou povoações e mesmo cidades costeiras, capturando tudo o que tivesse valor (desde metais e pedras preciosas a bens) e fazendo reféns, para extorquir resgates. Normalmente esses reféns eram as pessoas mais importantes e ricas para que, assim, o valor do pedido de resgate pudesse ser mais elevado.
Primeiramente a pirataria marítima foi praticada por gregos que roubavam mercadores fenícios e assírios desde pelo menos 735 a.C. A pirataria continuou a causar problemas, atingindo proporções alarmantes no século I d.C., quando uma frota de mil navios pirata atacou e destruiu uma frota romana e pilhou aldeias no sul da Turquia.
São considerados uns dos precursores dos conhecimentos de navegação marítima.
Na Idade Média, a pirataria passou a ser praticada pelos normandos (que atuavam principalmente nas ilhas britânicas, França e império germânico, embora chegassem mesmo ao Mediterrâneo e ao mar Morto), pelos Muçulmanos (Mediterrâneo) e piratas locais.
Mais tarde a prática pirata difundiu-se pelas colônias europeias e no Japão, nomeadamente nas Caraíbas, onde os piratas existiam em grande quantidade, procurando uma boa presa que levasse riquezas das colônias americanas para a Europa, atingindo a sua época áurea no século XVIII.

Desenho representando um pirata com tapa-olho, espada, perna de pau e um papagaio no ombro

Do fim do século XVI até o século XVIII, o Mar do Caribe era um terreno de caça para piratas que atacavam primeiramente os navios espanhóis, mas posteriormente aqueles de todas as nações com colônias e postos avançados de comércio na área. Os grandes tesouros de ouro e prata que a Espanha começou a enviar do Novo Mundo para a Europa logo chamaram atenção destes piratas. Muitos deles eram oficialmente sancionados por nações em guerra com a Espanha, mas diante de uma lenta comunicação e da falta de um patrulhamento internacional eficaz, a linha entre a pirataria oficial e a criminosa era indefinida.
As tripulações de piratas eram formadas por todos os tipos de pessoas, mas a maioria deles era de homens do mar que desejavam obter riquezas e liberdades reais. Muitos eram escravos fugitivos ou servos sem rumo. As tripulações eram normalmente muito democráticas. O capitão era eleito por ela e podia ser removido a qualquer momento.
Eles preferiam navios pequenos e rápidos, que pudessem lutar ou fugir de acordo com a ocasião. Preferiam o método de ataque que consistia em embarcar e realizar o ataque corpo a corpo. Saqueavam navios de mercadores levemente armados, mas ocasionalmente atacavam uma cidade ou um navio de guerra, caso o risco valesse a pena. Normalmente, não tinham qualquer tipo de disciplina, bebiam muito e sempre terminavam mortos no mar, doentes ou enforcados, depois de uma carreira curta, mas transgressora.
No auge, os piratas controlavam cidades insulares que eram paraísos para recrutar tripulações, vender mercadorias capturadas, consertar navios e gastar o que saqueavam. Várias nações faziam vista grossa à pirataria, desde que seus próprios navios não fossem atacados. Quando a colonização do Caribe tornou-se mais efetiva e a região se tornou economicamente mais importante, os piratas gradualmente desapareceram, após terem sido caçados por navios de guerra e suas bases terem sido tomadas.
Desde aí, a pirataria vem perdendo importância, embora em 1920 ainda tivesse a sua importância nos mares da China.
Atualmente, a pirataria revela-se mais incidente no Sudeste Asiático e ainda no Caribe, sendo os locais de ataque espaços entre as ilhas, onde os piratas atacam de surpresa com lanchas muito rápidas.

### Norte da África – piratas e corsários berberes e corsários de Malta
Os corsários da Berbéria (Norte de África) estavam divididos em duas classes, em Argel e Tunis, e eram equipados pelos mais ricos, que recebiam 10% do valor arrecadado. Os piratas usavam galeras até o século XVII, quando Simon Danser, um flamengo exilado, lhes deu a vantagem de navegar em barcos à vela. Esta pirataria ganhou importância política no século XVI, sendo a época de ouro da pirataria berbere desde o século XVII ao XIX.
O líder mais importante do norte de África foi Barbarossa (ou Barba Ruiva), que uniu a Argélia e a Tunísia militarmente, sob o poder do sultanato otomano com o seu arrendamento da pirataria. Com a chegada de dos poderosos clãs mouros de Rabat e Tétuão, em 1609, Marrocos tornou-se um novo centro para os piratas e para os sultões Alawi, que rapidamente se apoderaram das duas repúblicas e encorajaram a pirataria como um rendimento rentável. No século XVII, os piratas argelinos e tunísios uniram forças, e em 1650 mais de 30 000 dos seus cativos foram aprisionados somente em Argel (ver: Escravidão branca).
Os actos piratas foram a causa de várias guerras entre Tripolitânia e os Estados Unidos no século XIX (Guerras Berberes). Os britânicos fizeram duas tentativas para acabar com a ameaça dos piratas argelinos depois de 1815, e os franceses acabaram esta guerra em 1830.
Depois da revolução americana (1775-1783), os EUA aceitaram pagar pela imunidade aos atacantes, mas mais tarde atacaram os estados dos piratas do Norte de África e ajudaram a acabar com a pirataria. Durante o resto do século XIX e do princípio do século XX, os estados europeus ganharam poder.

### Oriente
Menos conhecidos mas também muito ativos foram os piratas do Extremo Oriente. Zheng Zhilong foi um pirata chinês que assumiu o poder durante a transição entre as dinastias Ming e Qing, no século XVII. Como um rapaz normal, Zheng encontrou emprego na colónia portuguesa Macau, onde foi batizado e recebeu um nome cristão: Nicolau Gaspar. Depois de deixar Macau, ele entrou num grupo de piratas que atacava as rotas comerciais chinesas e holandesas. Em 1628, ele foi induzido pelo governo para ajudar a defender a costa dos holandeses e piratas, e assim rapidamente adquiriu riqueza e poder.
Muitos outros piratas surgiram no oriente. Assim, no fim do século XVII, com o crescimento da economia do Japão durante o Xogunato Tokugawa (1603-1867) e a dinastia chinesa Qing, a maior parte da pirataria desapareceu.
Com o aumento do tamanho dos navios a vapor, inovações tecnológicas das comunicações, patrulha naval das principais rotas marítimas, uma administração regular da maioria das ilhas e áreas continentais costeiras em todo o mundo e a concordância internacional para com a eliminação da pirataria, esta entrou em declínio nos séculos XIX e XX.

### Portugal e a pirataria
O corso português tornou-se comum no século XIV, altura em que dom Dinis contratou Manuel Pessanha, que ficava com um quinto da riqueza dos barcos e com os navios e as armas destes. A partir de 1443, os corsos portugueses passaram o tributo, tal como pagavam a dom Dinis, de um quinto das pilhagens efetuadas ao conde dom Henrique. Um dos principais objetivos dos portugueses era dominar o estreito de Gibraltar de modo a combater parte da pirataria e do corso sarraceno, assim como com o domínio deste espaço este se tornaria num importante entreposto comercial. O corso português destacou-se principalmente contra o reino de Granada, no sul de Espanha, enfraquecendo assim o domínio deste reino muçulmano na Europa.
Em 1446, reuniram-se as cortes em Lisboa, onde os mercadores algarvios, representados pelos armadores de Tavira, queixaram-se das perseguições e pilhagens que compatriotas armados lhes faziam a eles e aos aliados cristãos (castelhanos, galícios, aragoneses, entre outros), fazendo assim com que o Algarve perdesse a sua importância como ponto de cabotagem.
Entre os corsos portugueses desta época, destacaram-se Gonçalo Pacheco, Mafaldo, Lançarote, etc.
Em 1498, o Reino de Portugal enviou Duarte Pacheco Pereira em uma expedição para saber se as 370 léguas das ilhas de Cabo Verde realmente existiam. Essa expedição é considerada um ato de pirataria e espionagem no Oceano Atlântico.

### Portugal no Oriente
Quando chegou a Calecute, Vasco da Gama atacou três embarcações e fez diversos reféns, provocando, assim, a autoridade de Calecute. Calecute respondeu e perseguiu os navios portugueses, contudo Vasco da Gama fez uma ação de represálias e, ao se cruzar com a primeira esquadra naval, atacou-a. Antes de regressar, a frota portuguesa foi atacada por um importante corsário e pirata, Timoja, que foi repelido de imediato e que, mais tarde, veio a prestar grandes serviços aos portugueses. Para além destes violentos acontecimentos, os navegadores portugueses praticariam outros violentos e cruéis atos de corso no Oriente.
Para oriente da costa do Coromandel, nomeadamente no Golfo de Bengala e no mar da China, onde o território marítimo era mais difícil de controlar, existiram vários piratas, que eram principalmente portugueses. Estes fora da lei eram foragidos, desertores e renegados. No Golfo de Bengala, em Dianga, existia uma comunidade corsária instalada em 1540, que era principalmente constituída por portugueses. Entretanto, o governador de Goa começou-se a sentir ameaçado por esta comunidade, e então fez-lhes um ataque onde matou seiscentos e expulsou os restantes, no entanto só veio a ser definitivamente exterminada em 1666. Além desta comunidade, ainda atuavam no extremo oriente corsos-mercadores portugueses, de onde se destacou António de Faria, mas também existiam salteadores nativos. Sabe-se que existiram muitos mais aventureiros do género na zona, no entanto não existiam narradores para testemunhar as histórias, sendo o principal narrador Fernão Mendes Pinto.

### O corso inglês e suas implicações

#### Saque do Recife
O Saque do Recife, também conhecido como "Expedição Pernambucana de Lancaster", foi um episódio da Guerra Anglo-Espanhola ocorrido em 1595 no porto do Recife, em Pernambuco, Brasil Colônia. Liderada pelo almirante inglês James Lancaster, foi a única expedição de corso da Inglaterra que teve como objetivo principal o Brasil, e representou o mais rico butim da história da navegação de corso do período elisabetano.

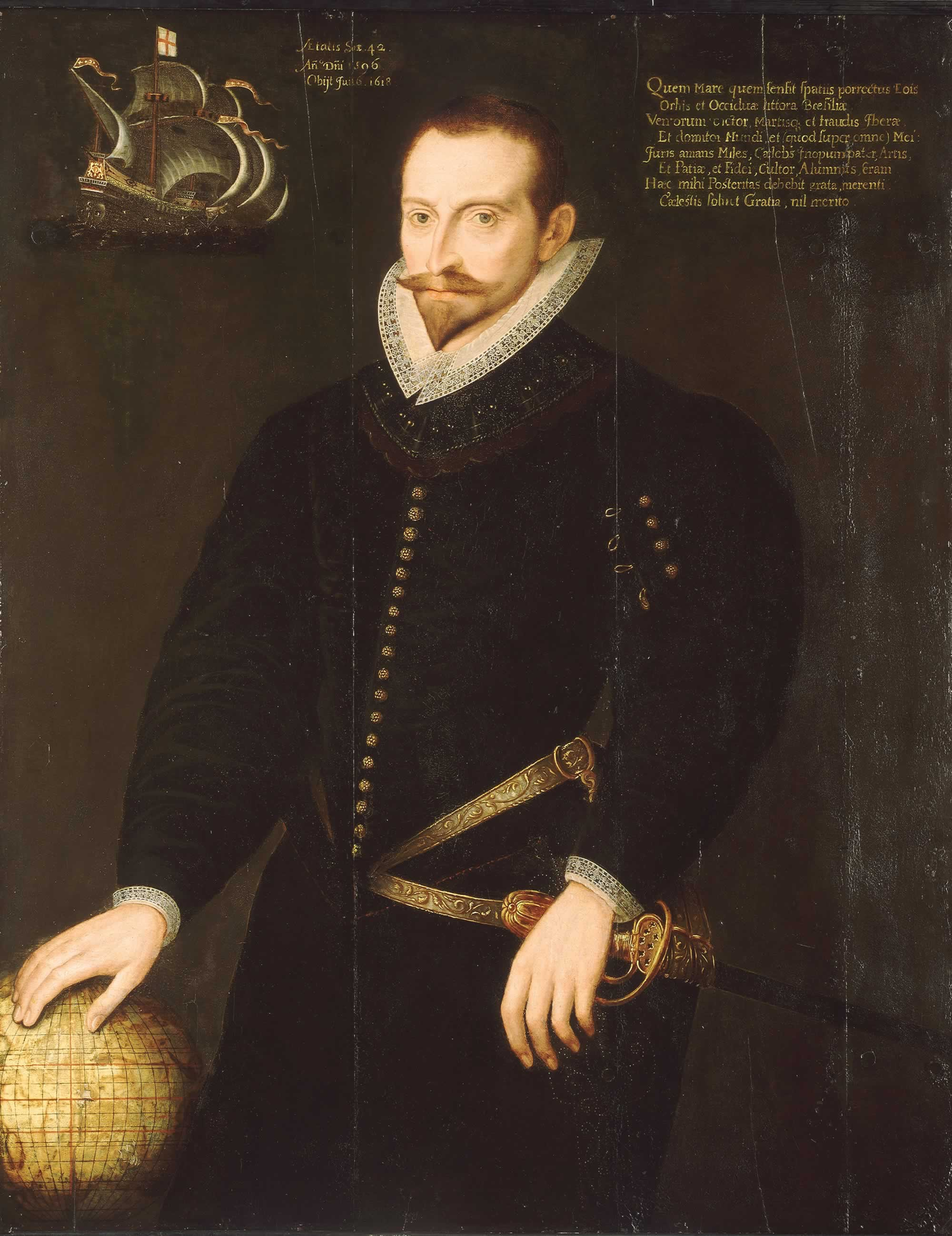
O célebre corsário inglês James Lancaster arrebatou no Recife o mais rico butim da história da navegação de corso da Inglaterra elisabetana, durante a Guerra Anglo-Espanhola

A União Ibérica colocou o Brasil em conflito com potências europeias que eram amigas de Portugal mas inimigas da Espanha, como a Inglaterra e a Holanda. A Capitania de Pernambuco, mais rica de todas as possessões portuguesas, se tornou então um alvo cobiçado.
Poucos anos após derrotarem a Invencível Armada espanhola, em 1588, os ingleses tiveram acesso a manuscritos portugueses e espanhóis que detalhavam a costa do Brasil. Um deles, de autoria do mercador português Lopes Vaz, veio a ser publicado em inglês e enfatizava as qualidades da rica vila de Olinda ao dizer que "Pernambuco é a mais importante cidade de toda aquela costa". A opulência pernambucana impressionara o padre Fernão Cardim, que surpreendeu-se com "as fazendas maiores e mais ricas que as da Bahia, os banquetes de extraordinárias iguarias, os leitos de damasco carmesim, franjados de ouro e as ricas colchas da Índia", e resumiu suas impressões numa frase antológica: "Enfim, em Pernambuco acha-se mais vaidade que em Lisboa". Logo a capitania seria vista pelos ingleses como um "macio e suculento" pedaço do Império de Filipe II.
A expedição de James Lancaster saiu de Blackwall, na Grande Londres, em outubro de 1594, e navegou através do Atlântico capturando numerosos navios antes de atingir Pernambuco. Ao chegar, Lancaster confrontou a resistência local, mas se deparou na entrada do porto com três urcas holandesas, das quais esperava uma reação negativa, o que não aconteceu: os antes pacíficos holandeses levantaram âncora e deixaram o caminho livre para a invasão inglesa, e além de não terem oposto resistência à ação, terminaram por se associar aos ingleses, fretando seus navios para o transporte dos bens subtraídos em Pernambuco. Lancaster então tomou o Recife e nele permaneceu por quase um mês, espaço de tempo no qual se associou aos franceses que chegaram no porto e derrotou uma série de contra-ataques portugueses. A frota partiu com um montante robusto de açúcar, pau-brasil, algodão e mercadorias de alto preço. Dos navios que partiram do porto, apenas uma pequena nau não chegou ao seu destino. O lucro dos investidores, entre eles Thomas Cordell, então prefeito de Londres, e o vereador da cidade de Londres John Watts, foi assombroso, estimado em mais de 51 mil libras esterlinas. Do total, 6 100 libras ficaram com Lancaster e 3 050 foram para a Rainha. Com tal desfecho, a expedição foi considerada um absoluto sucesso militar e financeiro.
Após a visita de Lancaster, a Capitania de Pernambuco organizou duas companhias armadas para a defesa da região, cada uma delas com 220 mosqueteiros e arcabuzeiros, uma sediada em Olinda e outra no Recife. Anos depois, o então governador Matias de Albuquerque procurou estabelecer posições fortificadas no porto do Recife.

### O corso francês e suas implicações
De início, os países ibéricos fizeram frente ao corso europeu porque tinham espiões espalhados pela Europa.
Já no século XVI, a França era coordenadora de atividades corsárias e piráticas, que eram o reflexo da tentativa de estabelecer um comércio ultramarino, na altura em que a França se tentava instalar no Novo Mundo. Quando a França começou a explorar os oceanos, já tinha praticamente de um século de atraso em relação aos países ibéricos. Este atraso ficou-se a dever à infração da ordem jurídico-política da época, nomeadamente do Mare Clausum, uma bula em que a exploração do oceano atlântico estava restringida aos estados ibéricos.
Em 1503, um navio francês de grande tonelagem, o Espoir, partiu com o objetivo de chegar à Índia pelo oceano, ajudado pelos portugueses Sebastião Moura e Diogo Coutinho, bons conhecedores das rotas atlânticas e índicas. Contudo, apanhado por uma tempestade, o navio ficou impossibilitado de avançar e os aventureiros foram ter à costa brasileira, de onde levaram várias mercadorias exóticas. Teve sorte em não encontrar qualquer barco português, mas ao chegar, foi atacado por piratas, que lhe roubaram a mercadoria e fundearam o navio, e além deste infortúnio ainda foram punidos por violarem o Mare Nostrum.
Vinte anos mais tarde, foi Verrazano a tentar, que falhou na primeira tentativa, e na segunda chegou à América do Norte. Contudo, apesar de tanto fracasso, o piloto genovês acabou por conseguir atrair capitais de áreas geográficas distintas mais uma vez, tal como nas duas anteriores. Desta vez, dois dos quatro barcos regressaram após uma tempestade, um naufragou e o outro continuou até Samatra e no regresso naufragou. Os dois que regressaram fizeram escala no Brasil, de onde levaram mercadorias. Após a motivação pelos lucros de Vezarrano, muitos outros armadores franceses aventuraram-se para chegar às terras asiáticas, e outros para o Brasil. Em 1528, chega, finalmente, um navio francês ao porto de Diu, onde é capturado, causando grande consternação no governador de Samatra.
Na segunda metade do século XVI, os huguenotes, agora aliados com os cristãos franceses, lançaram sucessivos ataques à navegação ibérica, e devido ao motivo de estes serem protestantes, cada vez que se encontravam com embarcações católicas tornavam-se em assassinos sanguinários. Estes atos de violência são visíveis no episódio em que estes se encontraram com a nau Santiago, em que assassinaram brutalmente a sua tripulação de missionários jesuítas, e a situação repetiu-se, mais vezes. Após estes ataques, os reis católicos tomaram medidas para combater estes piratas e corsos, reforçando a guarda da costa portuguesa e brasileira. Alguns dos corsos franceses capturados da costa brasileira, eram entregues aos indígenas, que, por sua vez, os comiam (antropofagia).

#### O saque do Funchal
O saque do Funchal ocorreu no dia 3 de Outubro de 1566, quando uma expedição de Peyrot Monluc desembarcou perto do Funchal oitocentos a novecentos arcabuzeiros. Como a cidade não estava bem defendida devido à falta de armas e soldados, a ocupação desta foi fácil, tanto mais que um dos pilotos era português e conhecia bem o terreno, vindo a ser mais tarde enforcado em Lisboa por traição. Apesar da fraca defesa, Monluc foi ferido e morreu ao fim de três dias. Após dezasseis dias de permanência os piratas abandonaram o Funchal após vários atos de vandalismo, entre os quais contam-se duzentos moradores mortos, as moradias destruídas e pilhadas, destruíram os engenhos e plantações de açúcar e atearam incêndios e cometeram sacrilégios nas igrejas. Os reforços de Lisboa só chegaram ao fim de dezoito dias, já os piratas haviam partido. Os oito navios da frota francesa mais os dois que se encontravam presos no porto do Funchal partiram carregados de móveis, panos, jóias e trezentos escravos rumo às Canárias, onde se livraram da mercadoria roubada. O verdadeiro objectivo desta expedição nunca chegou a ser bem esclarecido.

#### Os ataques franceses no Antigo Regime
Por um período de cinco anos, desde 1706, os armadores maluínos tomaram, como primeiro alvo, os comboios do ouro do Brasil, mas agora, em vez dos habituais navio de tonelagem baixa (de 20 a 120 toneladas), ou do corso médio (fragatas de cento e cinquenta a trezentas toneladas) que atuavam isoladamente nas águas do Canal da Mancha ou da costa da Irlanda, passou-se a um novo tipo de corso, o grande corso. O grande corso requeria esquadras com um mínimo de quatro a cinco navios, com capacidade para combater a escolta das dos comboios. O primeiro ataque do género foi em 1706, contra a frota portuguesa de 150 naus e seis vasos de guerra fortemente artilhados, segundo J. S. da Silva e era a mais imponente e rica que entrara em Lisboa, quando vinte naus e um dos vasos de guerra se separaram dos restantes. Os corsos não se conseguiram apoderar na primeira tentativa, onde a aproximação foi feita com um pavilhão da Inglaterra (potencial aliada de Portugal), mas seguiram uma nau que ficara destruída na retaguarda e ficou para trás, mas quando René Duguay-Trouin a ia para tomar esta afundou-se com todo o tesouro.
Mais tarde, Trouin foi chamado a Versalhes por Luís XIV, onde lhe foi concedida uma frota de dez navios com quatrocentos e sessenta canhões, mas desta vez o ataque foi planeado para os Açores. Mas como após três meses o comboio tardava a aparecer e a água escasseava, Tronuin decidiu atacar os navios que iriam fazer a escolta das ilhas até Lisboa. Decidiram atacar a ilha de S. Jorge, depois de desembarcados os setecentos homens e pilhados os armazéns de vinho e trigo, abateu-se uma grande tempestade sobre o arquipélago e estes foram obrigado a regressar, revelando-se assim esta expedição onde se gastara trezentas mil a quatrocentas mil libras um verdadeiro fracasso. Não contente com o fracasso da expedição, atacou alguns navios ingleses e a frota da Virgínia.

### O corso holandês e suas implicações
Os neerlandeses fizeram várias incursões para conquistar o Brasil. Dado que os neerlandeses não conseguiram nenhuma autorização para praticarem o comércio no território brasileiro, tiveram de optar pela invasão do território, nomeadamente através do corso, tentando conquistar este.
Mesmo durante as Tréguas dos Doze Anos, os ataques corsos às embarcações portuguesas não cessaram, assim como as ações piráticas. Em 1616, os neerlandeses apoderaram-se de vinte e oito navios à carreira do Brasil, e nos anos após o termo da paz, como é óbvio, estes números ainda aumentaram mais, como por exemplo em 1623, quando chegaram aos oitenta e quatro. Apesar de todos estes ataques, os neerlandeses não ficaram satisfeitos, e a Companhia das Índias Ocidentais em colaboração com os Estados Gerais resolveram implantar uma colônia no Brasil, o que vieram a conseguir mais tarde com a conquista da Baía de Todos-os-Santos (Bahia).
Em 1644, após a restauração, Portugal deu início à recuperação de parte do seu território no Brasil. Após a recuperação do Brasil, dom João IV deu início às carreiras em comboio, tal como a Espanha fizera no caso da América Central com a Carreira das Índias Ocidentais. Navegar em comboio consistia em sempre que as embarcações, utilizando o exemplo português, partiam do Brasil eram escoltadas por navios de guerra até Portugal, combatendo assim a ação do corso. Para terminar com o corso holandês, Portugal reconquistou a Capitania de Pernambuco, e mais tarde Angola e São Tomé.
Em 1649, foi fundada a Companhia Geral do Comércio do Brasil, que proporcionou condições para melhorar o tráfico marítimo entre Portugal e o Brasil. Uma das inovações da companhia era a existência de dói comboios por ano escoltados por dezoito navios de guerra, cada um com vinte a tinta pesos e para melhorar a defesa em caso de ataque os navios não deviam transportar carga em excesso, sendo assim suspensa a interdição de navegação para o Brasil de navios com menos de dezasseis pesos. Também apareceu o interesse de diminuir o risco de o comboio se encontrar com o inimigo tanto quanto possível, assim, sempre que a viagem fosse antes de 20 de agosto era feita pelo norte dos Açores até ao paralelo de 42N e depois rumar ao Porto ou a Viana do Castelo, e caso fosse posteriormente deveria passar entre as ilhas da Madeira e Santa Maria em direção a Setúbal. Foram feitas coordenações para os navios comunicarem entre si através de sinais sonoros e visuais. A capitania deveria ser a primeira do comboio e a almirantada a última. É feito o controlo do uso do fogo a bordo, para reduzir o risco de incêndio. Graças a todas estas complexas medidas, a perda de navios vindos do Brasil diminuiu bastante, o que em parte também se deveu à desagregação e perda de territórios por parte da Holanda no ocidente e o conflito entre a Holanda e a Inglaterra.

### Ataque ao 5º Conde da Ericeira
Dom Luís Carlos Inácio Xavier de Meneses, 5º conde da Ericeira e ex-vice-rei da Índia, após um furacão em sua viagem de regresso do Oriente a Portugal, aportou em Saint-Denis para reparar os estragos. Nos porões de sua embarcação, a nau Nossa Senhora do Cabo, era transportada uma rica coleção de manuscritos orientais, livros, moedas e armas, assim como uma grande quantidade de diamantes do rei, estimada entre três a quatro milhões de libras. Enquanto estava no porto, foi atacado por dois navios que, com pavilhões ingleses, lá entraram e, quando se encontravam a par do navio do Conde, trocaram-nos por pavilhões piratas e abriram fogo. O conde foi feito refém, sendo obrigado a pagar um resgate de duas mil piastras pela sua liberdade.
A partir de La Buse, nasceu o mito da caça a este tesouro, uma vez que, ao ser condenado, La Buse deixou um criptograma na altura da sua morte na forca com a indicação do local onde teria enterrado o tesouro outrora roubado ao conde da Ericeira. Em 1934, um historiador francês (Charles de la Roncière) admitiu que o tão cobiçado tesouro se poderia encontrar no arquipélago das Seychelles, onde foi encontrado um dos pontos de referência: gravuras rupestres.

## Pirataria nas Ilhas Canárias

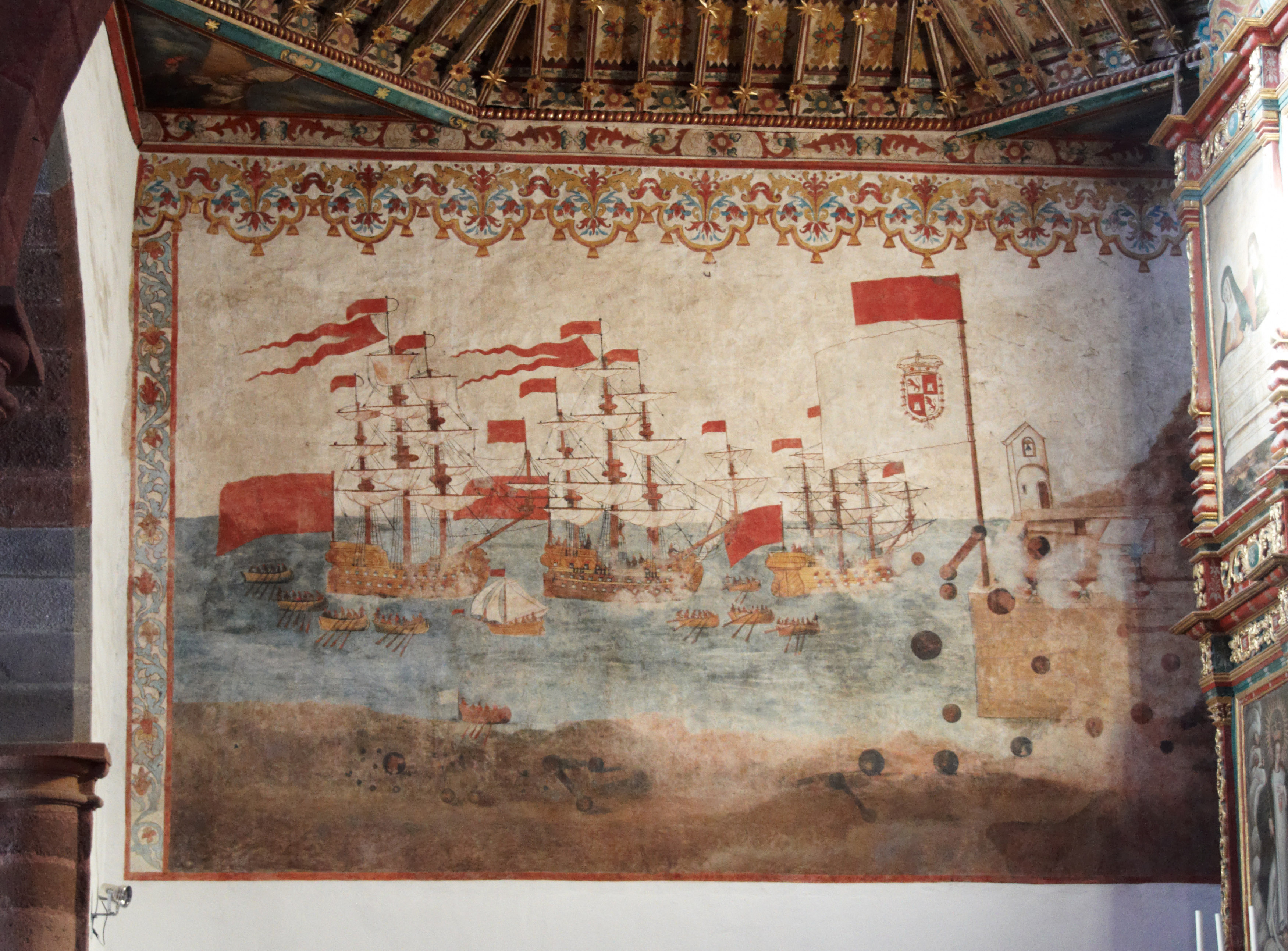
Mural representando o ataque de Charles Windon a San Sebastián de La Gomera (1743)

Devido à situação estratégica deste arquipélago espanhol como uma encruzilhada de rotas marítimas e ponte comercial entre a Europa, África e América, este foi um dos lugares do planeta com a maior presença pirata.
Nas Ilhas Canárias, destacam-se os ataques e a pilhagem contínua de corsários berberes, ingleses, franceses e holandeses; e por outro lado, a presença de piratas e corsários deste arquipélago, que fizeram suas incursões no Caribe. Piratas e corsários como François le Clerc, Jacques de Sores, Francis Drake, Pieter van der Does, Morato Arrais e Horatio Nelson atacaram as ilhas. Entre os nascidos no arquipélago destaca-se sobretudo Amaro Pargo, a quem o monarca Felipe V de Espanha frequentemente se beneficiou em suas incursões comerciais e corsários.

## Vestimenta
A vestimenta popularmente conhecida dos piratas é:
- tapa-olhos - são famosos por usarem tapa-olhos, que, diferentemente do que pensa a crença popular (de que eles o usavam por falta do olho ou qualquer outro tipo de problema que o impedisse de enxergar normalmente), servia para manter um dos olhos sempre adaptado aos ambientes escuros;[7]
- chapéu tricórnio, ou chapéu de três lados;
- Ganchos e pernas de pau - a pirataria era um trabalho difícil e perigoso; os piratas geralmente perdiam membros em batalhas e acidentes;
- Armamentos - os piratas geralmente usavam armas de pederneira, cutelos na forma de machado e adagas;
- Papagaios - os piratas geralmente capturavam papagaios para vender.

## Código de conduta
As regras de cada capitão eram estabelecidas para cada um dos membros da tripulação. Aqui existia alguma incerteza acerca do comportamento aceitável entre os piratas num navio pirata normal. Quando as regras eram quebradas, a tripulação punia várias vezes sem dó nem piedade o infrator. Ainda assim, em alguns casos em que o pirata em questão desempenhava bem a sua função podia ser absolvido.
Exemplo de um código de condutaː
- Todos os homens devem obedecer ao código civil; o capitão tem direito a uma parte e meia de todos os prêmios; o imediato, o carpinteiro, o mestre e o homem de armas têm direito a parte e um quarto do saque;
- Se alguém tentar fugir, ou guardar algum segredo do resto da tripulação, ele deve ser abandonado numa ilha deserta com uma garrafa de pólvora, uma garrafa de água (o suficiente para sobreviver dois ou três dias), uma pequena arma e munições;
- Se alguém roubar alguma coisa, ou jogar, no valor de uma pesos, ele deve ser abandonado numa ilha deserta com uma pistola contendo uma única bala;
- Se alguma vez nós nos tivermos de encontrar com outro pirata e esse homem seguir o seu código sem o consentimento do nosso capitão e da nossa tripulação, deve sofrer a punição como o capitão e a tripulação quiserem;
- O homem que desrespeitar estes artigos enquanto este código estiver em vigor, deve ser punido com a lei de Moisés (40 chicotadas sem faltar nenhuma) nas costas despidas;
- O homem que abocanhar as suas armas ou fumar tabaco no porão, sem uma tampa no cachimbo, ou carregar uma vela acesa sem lanterna deve ter a mesma punição que o artigo anterior;
- O homem que não mantiver as suas armas prontas para o combate, que ficar noivo, ou se esquecer da sua função, deve sofrer qualquer punição que o capitão e a tripulação quiserem;
- Se um homem perder o seu casamento, deve ganhar 400 pesos; se perder um membro, 800;
- Se alguma vez te encontrares com uma mulher prudente, e esse homem se oferecer a intrometer-se com ela sem o consentimento dela, deve sofrer morte certa;
- O homem que fica para trás é deixado para trás.

## Recompensas da pirataria
Os piratas eram hábeis a recolher bens e riquezas espantosas nas suas incursões no oceano. As principais riquezas obtidas pelos piratas eram metais preciosos (ouro e prata), dinheiro, joias e pedras preciosas. Mas a maioria das pilhagens era feita aos mercadores, de quem roubavam linhos, roupas, comida, âncoras, cordas e medicamentos. A carga pilhada aos mercadores também incluía artigos raros, tais como especiarias, açúcar, índigo e quinina.
Os tipos de bens pilhados variavam consoante os navios encontrados: assim, alguns piratas eram muito seletivos nos navios que atacavam, tendo a certeza de que o saque iria cobrir os riscos da batalha (era importante escolher uma boa área para atacar). Uma dessas áreas era o chamado Spanish Main (porção continental da América espanhola). Como se sabe, a armada espanhola ia frequentemente para Portobelo para carregar os tesouros do Peru, que eram duas vezes o rendimento do rei de Inglaterra e, muitas vezes, incluíam 25 milhões de pesos sob a forma de lingotes de prata e moedas.
Cada tripulante do navio recebia uma só parte do butim, com exceção ao capitão, que recebia uma parte e meia.
Escolher o navio certo e a carga certa para pilhar era um dever essencial de todos os capitães piratas, que, dessa forma, esperavam evitar motins a bordo.
Outra preocupação era o método para dividir os tesouros pilhados. No código de conduta pirata, estava declarado que as pilhagens não eram divididas de forma igual. Por exemplo, algumas moedas, tais como pesos, eram cortadas para que houvesse uma partilha mais exata. Contudo, as joias não eram fáceis de serem divididas. As provas deste processo de partilha são as marcas de facas marcadas em alguns tesouros piratas expostos em museus por todo o mundo.
A ideia dos tesouros enterrados é um mito, que está maioritariamente em livros com histórias de piratas. O pirata com o qual começou este mito foi o Capitão Kidd. Contudo, é possível que alguns piratas tenham escondido os seus tesouros deste modo. A maior parte dos piratas era extremamente gastadora e raramente acumulavam dinheiro suficiente para o enterrar ou esconder. Visto o perigo que estes viviam constantemente, estavam mais determinados em gastá-lo imediatamente que em guardá-lo para o futuro.

## Indenização por mutilações
Pode-se dizer que a vida dos piratas era muito difícil, podendo estes, muito provavelmente, sofrer danos muito graves ou mesmo morrer. Além da morte, o maior medo de um pirata era vir a ser incapacitado.
Quando perdiam um membro, os piratas eram recompensados pela sua perda, e eram recompensas perfeitamente adequadas para os tempos em que viviam. Se um pirata fosse ferido na perna, a amputação, muitas vezes, era a única saída para ser salvo. Os médicos não eram comuns a bordo de navios piratas, então, muitas vezes, o cozinheiro era chamado para fazer as amputações. Contudo, como as operações raramente tinham sucesso e como o cirurgião inexperiente podia não conseguir fazer parar a hemorragia, o pirata raramente sobrevivia e, mesmo que sobrevivesse à amputação, podia não passar de uma infecção posterior. Caso sobrevivesse, era necessário um substituto para a perna em falta, que, normalmente, era qualquer coisa que estivesse livre no barco, como, por exemplo, um pedaço de madeira comprido. Esta prática também poderia acontecer no caso de uma mão, tal como existe o vulgar exemplo do gancho.
Na verdade, a maioria das tripulações piratas era organizada, razoavelmente sofisticada e com tratamento adequado aos seus membros feridos. Os piratas feridos não eram compensados apenas financeiramente, mas, muitas vezes, a eles, também eram oferecidos trabalhos não exigentes no navio. Trabalho este que podia incluir manobrar canhões, fazer os cozidos, e lavar o convés do navio.
Num exemplo descrito por Exquemelin, a recompensa assumia os seguintes valores: pelo braço direito, seiscentos pesos ou oito escravos; quinhentos pesos pelo braço esquerdo (ou cinco escravos); por um olho, cem pesos ou um escravo; idêntica quantia por um dedo; pela perna direita, quinhentos pesos; e pela esquerda, quatrocentos. Em comparação com os valores atuais, um peso vale cerca de 96 cêntimos de dólar dos Estados Unidos, o que, para a altura, era muito.

## Legislação para piratas
Podia ser uma frase verdadeira dizer que a felicidade durante o século XVIII era restrita à pirataria, mas a vida de pirata também tinha grandes objeções. Ao longo deste período, a morte chegava, muitas vezes, inesperadamente, no meio da batalha, por naufrágios, rixas na taberna, doença etc., mas existiam vezes em que a morte era na forca, que era o destino de qualquer pirata.
Os julgamentos para a pirataria, eram muitas vezes influenciados por tribunais almirantados, tribunais que haviam sido fundados na década de 1340 na Inglaterra, para julgamentos que dissessem respeito a grandes crimes. Uma vez condenado, o pirata podia ser enforcado a qualquer hora dez dias depois do julgamento.
No dia do enforcamento, os piratas eram os principais alvos de chacota na procissão realizada no dia até ao local do enforcamento, que era liderado por um oficial a carregar um Remo Prateado (símbolo da autoridade do Supremo Tribunal Almirantado). O destino final era a forca, que geralmente era situada numa praça pública junto à água, muitas vezes durante a maré baixa. Todo o acontecimento, como todos os enforcamentos, era um espetáculo que arrastava multidões.
Antes do enforcamento, normalmente o pirata era ouvido por um capelão. Instigado, o réu declarava o seu destino, e arrependia-se antes de ser enforcado. Muitas vezes, o sermão também servia para pregar à audiência, usando os piratas como da degeneração da alma humana. Depois do sermão, o pirata admitia seus erros para as pessoas antes de ser enforcado e deixado a baloiçar na forca. Na sua última prece, antes da execução, alguns pareciam estar arrependidos, alguns assustados e outros rudes, enquanto que diziam grosseiríssimos para as multidões.
Depois da execução, os corpos eram enterrados abaixo do nível de maré alta e deixados até que três marés tivessem passado sobre eles. Os corpos da maioria dos capitães mais famosos, eram muitas vezes embalsamados em alcatrão, encaixotados numa armação de ferro ou correntes, e pendurados, enforcados, num sítio visível à beira da água, onde eles oscilavam com o vento até nada restar.
A punição por corso era a prisão, com a possibilidade de libertação na troca por um resgate. Contudo, a prisão não era uma alternativa favorável, pois muitas vezes os presos acabavam por ter uma morte demorada, em velhos navios prisão, que eram navios de guerra convertidos, que já não estavam aptos para o mar ou outros fins, onde, muitas vezes, o prisioneiro acabava por morrer por enfraquecimento ou doença.

## Castigos piratas
A tortura, a queima e a mutilação eram castigos comuns que os piratas davam às suas vítimas, praticando verdadeiros atos de crueldade, e até gostavam de ver o sofrimento dos outros. Os piratas chineses prendiam as suas vítimas em gaiolas de bambu ou pregavam-nos ao convés. A tortura era utilizada para extrair rapidamente informação da vítima, acerca de navios com tesouros, rotas marítimas ou tesouros escondidos. Um exemplo da crueldade dos piratas, foi no caso dos inúmeros cercos feitos a Argel, em que os corsários berberes usavam prisioneiros franceses como munição contra os barcos destes. Existe apenas um relato de um jornal de 1829 de os piratas terem obrigado o seu prisioneiro a marchar sobre a prancha para se afogar ou ser comido pelos tubarões.
Qualquer pirata que desobedecesse ao código de conduta ou brigasse com os colegas era chicoteado ou deixado à deriva num bote, ou caso um pirata roubasse outro membro da tripulação podiam ser-lhe cortadas a orelhas ou o nariz. Quando condenado à lei de Moisés, era a vítima que fabricava o chicote "gato de nove caudas". Os membros da tripulação de John Philips foram obrigados a jurar com a mão sobre um machado que os desertores e traidores seriam abandonados numa ilha deserta.
Para se vingar de antigos oficiais, os piratas quando atacavam estes com sucesso castigavam-nos, como por exemplo cortando-lhes o braço ou qualquer outra parte do corpo. O capitão pirata irlandês Edward England foi punido pela sua tripulação por ser demasiado brando com eles.

## Vida em terra e no mar
Quando os piratas regressavam das suas pilhagens, eles estavam prontos para a diversão. Se regressassem de uma viagem bem-sucedida, os piratas, rapidamente, esgotavam a sua riqueza nas tabernas e nas cervejarias locais. Muitas vezes, piratas bêbedos gastavam milhares de pesos numa única noite (nessa altura, com dez pesos, comprava-se uma pequena manada de gado). Prazeres como rum, comida, vinho e jogo faziam pobres tabernas ricas em uma noite. Em suma, os piratas gastavam nas tabernas tudo o que ganhavam. A vida na terra não era só diversão e jogo, no entanto. Para o sucesso, um pirata tinha bastante trabalho enquanto estava em terra. Depois de uma viagem longa, as lapas e as algas tinham de ser retiradas do casco do navio. Depois de uma boa batalha, o barco era reparado ou substituído. Uma das tarefas mais importantes era para abastecer bem o navio com provisões de água e comida para a próxima viagem.
A vida no mar era muito árdua, os porões eram escuros, mal cheirosos, úmidos e sentia-se falta de ar.
Também se pode presumir que a vida no mar era uma grande maçada para os piratas. Um grande contraste entre a vida no mar: navegam que dizer semanas de aborrecimento a procurar uma presa, e depois guerras muito duras quando encontravam vítimas.
Com nada para distrair os piratas sanguinários, conflitos e lutas eram comuns. Era nessas alturas que o capitão intervinha e controlava-os com medo ou respeito. O capitão não tinha a última palavra, pois em muitos casos o navio pirata era dirigido democraticamente.
Nas viagens de longa duração, o racionamento de comida era o maior desafio para os piratas. Os piratas muniam-se de cerveja engarrafada antes das viagens longas, pois a água rapidamente se deixava de ser potável., devido ao seu sabor salgado. De início, os piratas detestavam os biscoitos duros que duravam muito tempo; embora para as longas viagens se munissem de lima, como abastecedor de vitamina C. Se tivessem sorte, os piratas podiam ter algumas galinhas a bordo, que lhes davam ovos e carne. Aparentemente os piratas encontravam abastecimento ilimitado de carne nas tartarugas que crescem nas Caraíbas. Além de serem deliciosas, estas tartarugas eram facilmente apanhadas.

## Lista de piratas
| - Klaus Störtebeker (corsário e pirata) - Anne Bonny (pirata) - Pier Gerlofs Donia - o "Grutte Pier" (Grande Pedro) (pirata) - Bartholomew Roberts (pirata) - Charles Vane (pirata) - Grace O'Malley (pirata) - Edward Teach – o "Barba Negra" (pirata) - Sir Francis Drake (corsário) - Henry Morgan (corsário e bucaneiro) | - John Rackham (pirata) - Wijerd Jelckama (bucaneiro) - L'Olonnais (bucaneiro) - Martin Tromp (corsário) - Mary Read (pirata) - Capitão Kidd (corsário - pirata) - Henry Avery (pirata) - Edward Low (pirata) - Roque Brasiliano (pirata) |